# 海龍亞目
海龍亞目（學名：Syngnathoidei）是輻鰭魚綱海龍魚目的一個亞目。

## 特征
海龍亞目魚類除了腹鳍和尾鳍有部分分支鳍条外，背鳍、臀鳍及胸鳍均不分支。多数身体细长。吻呈长管状；口小，位于吻端。鳃呈退化现象。鳔无鳔管。

## 分類
本亞目過去歸類於棘背魚目，但遺傳分子學研究顯示棘背魚亞目其實更接近鱸形目（或旧鲉形目）的杜父魚亞目，與本亞目相當疏遠。反而原本歸類於鱸形目的䲗亚目和鬚鯛科以及鮋形目的飞角鱼亚目才是本亞目的近親，於是四者一起組成獨立的海龍魚目。

### 內部分類
本亞目下分6科：
- 溝口魚科 Solenostomidae
- 海龍科 Syngnathidae
- 管口魚科 Aulostomidae
- 馬鞭魚科 Fistulariidae
- 蝦魚科 Centriscidae
- 鷸嘴魚科 Macroramphosidae

### 相關類群
海蛾魚科（Pegasidae）也曾歸類於此，目前屬於飞角鱼亚目，依然是海龍魚目的一員。